# Lika Mutal
Lika Mutal, eigenlijk Lieke Vermeulen, (?, 12 september 1939 – Lima, 7 november 2016) was een Nederlands-Peruviaans beeldhouwer.

## Leven en werk
Lieke Vermeulen werd geboren in Geldrop of Bilthoven als de derde van de twaalf kinderen van kunstschilder Piet Vermeulen en pianiste Lia Schlaghecke. Ze groeide op in Bilthoven en bezocht het Sint Bonifatius College in Utrecht. Eind jaren vijftig sloot ze zich aan bij het ABC-cabaret van Wim Kan en Corry Vonk. Ze wilde naar de theaterschool, maar ontmoette Silvio Mutal, diplomaat van de UNESCO, en werd verliefd. Ze trouwden in 1962 en verhuisden in 1964 naar Colombia. In Bogota zette Lika Mutal een poppentheater op, waarvoor ze zelf de poppen maakte. Ze bezocht enige tijd de academie aan de Andesuniversiteit (1967-1968), maar vond de opleiding te traditioneel. In 1968 werd haar man aangesteld bij de Nederlandse ambassade in Peru. In Lima bezocht ze de kunstacademie van de Universidad Católica (1968-1971). Ze won er in 1970 haar eerste beeldhouwprijs. Vanaf 1971 had Mutal haar eigen atelier, waar ze monumentale stenen beelden maakte. Na haar overlijden schreef de Volkskrant over haar werk: "Haar beelden kenmerken zich door ruwe gekartelde randen en glad gepolijste vlakken. Ze zijn uitingen van de dualiteit van het Peruviaanse landschap: de mooie stranden versus de karkassen die er te vinden zijn." Ze scheidde in de jaren zeventig van haar man, maar bleef zich Mutal noemen. Ze kreeg later een relatie met de Nederlandse kunstenaar Gam Klutier, pseudoniem van Gerard Kluiters. Vanaf de jaren tachtig woonde Mutal afwisselend in Lima en New York.
Exposities
Mutal exposeerde vanaf 1971 meerdere malen in binnen- en buitenland, onder meer in Peru, Frankrijk en Nederland. Het werk van haar en dat van tien andere Nederlandse beeldhouwers, onder wie Jo Gijsen, Ans Hey en Cor van Noorden, was in 1986 te zien bij de expositie De druppel holt de steen uit in het Nijenhuis en het Provinciehuis in Zwolle.
Lika Mutal won onder meer The Ueno Royal Museum-prijs op de Fujisankei Biënnale in Japan (1994). In 2004-2005 maakte ze in Lima het werk El ojo que Llora/The Eye that Cries, dat namen bevat van ruim 30.000 slachtoffers van terreur in Peru. Ze ontving hiervoor in 2007 de Jose Maria Arguedas-prijs. Mutal overleed in 2016, op 77-jarige leeftijd.

## Werken (selectie)
- 1974 Quipu, collectie Kröller-Müller Museum
- 1974-1975: Pacaric , collectie Kröller-Müller Museum
- 1980: Cyclus, collectie Centre Georges Pompidou
- 1983: Ouros, Hogelandse Park, Biltstraat, Utrecht
- 1985: Zich sluitende steen en Zich openende steen, Oporto, Portugal
- 2004-2005: El ojo que Llora/The Eye that Cries, Lima, Peru

## Galerij

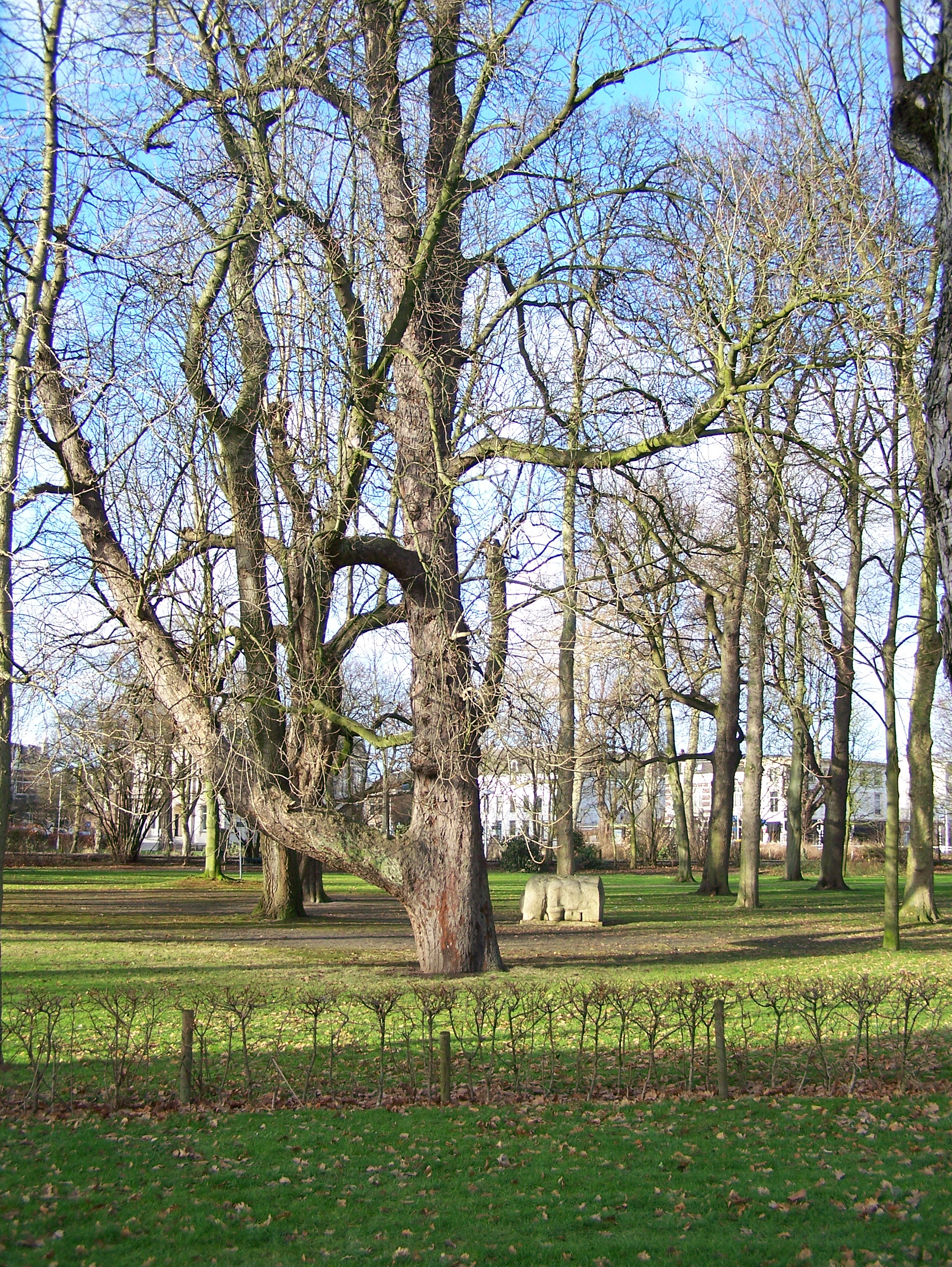
Ouros
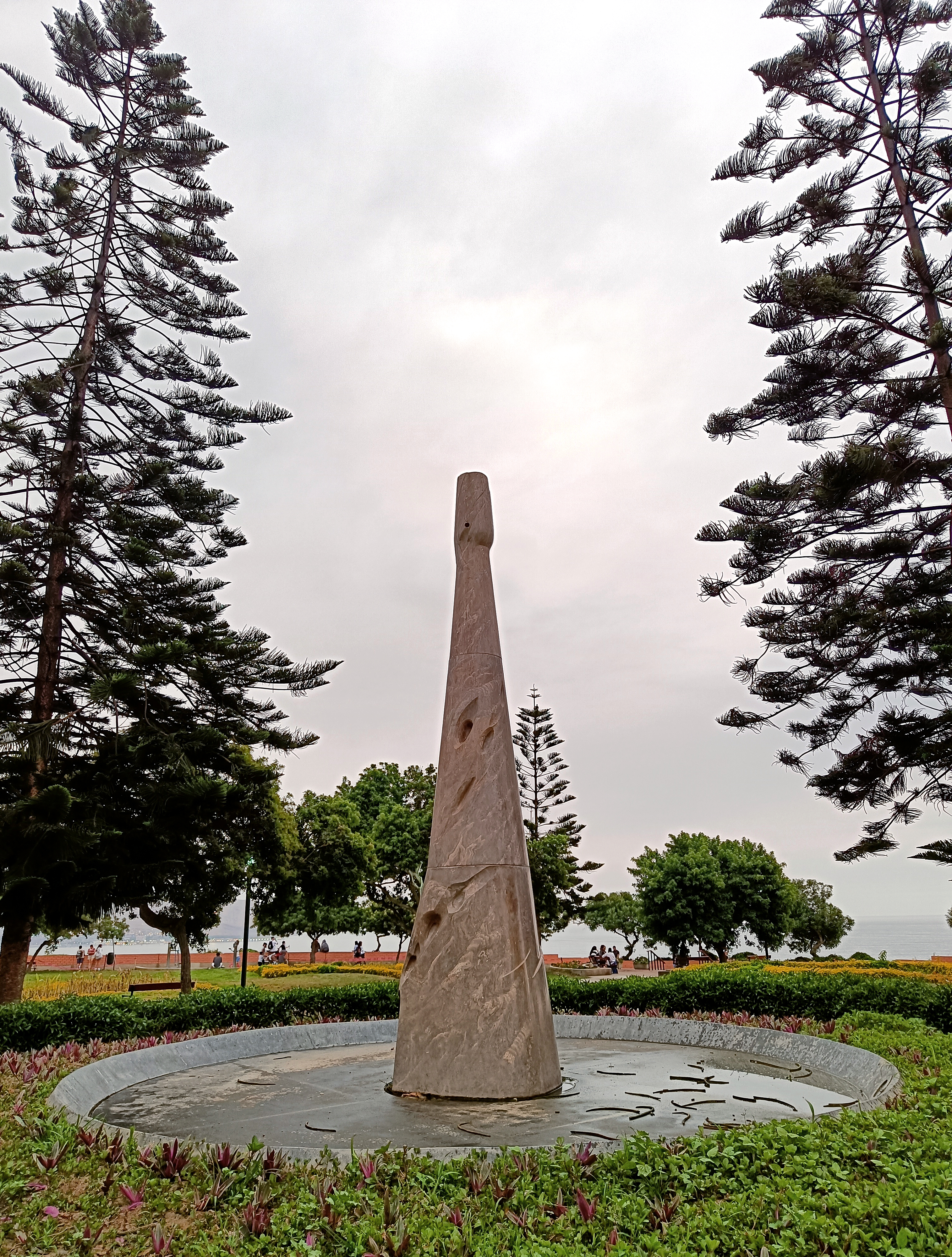
Rio al Origen
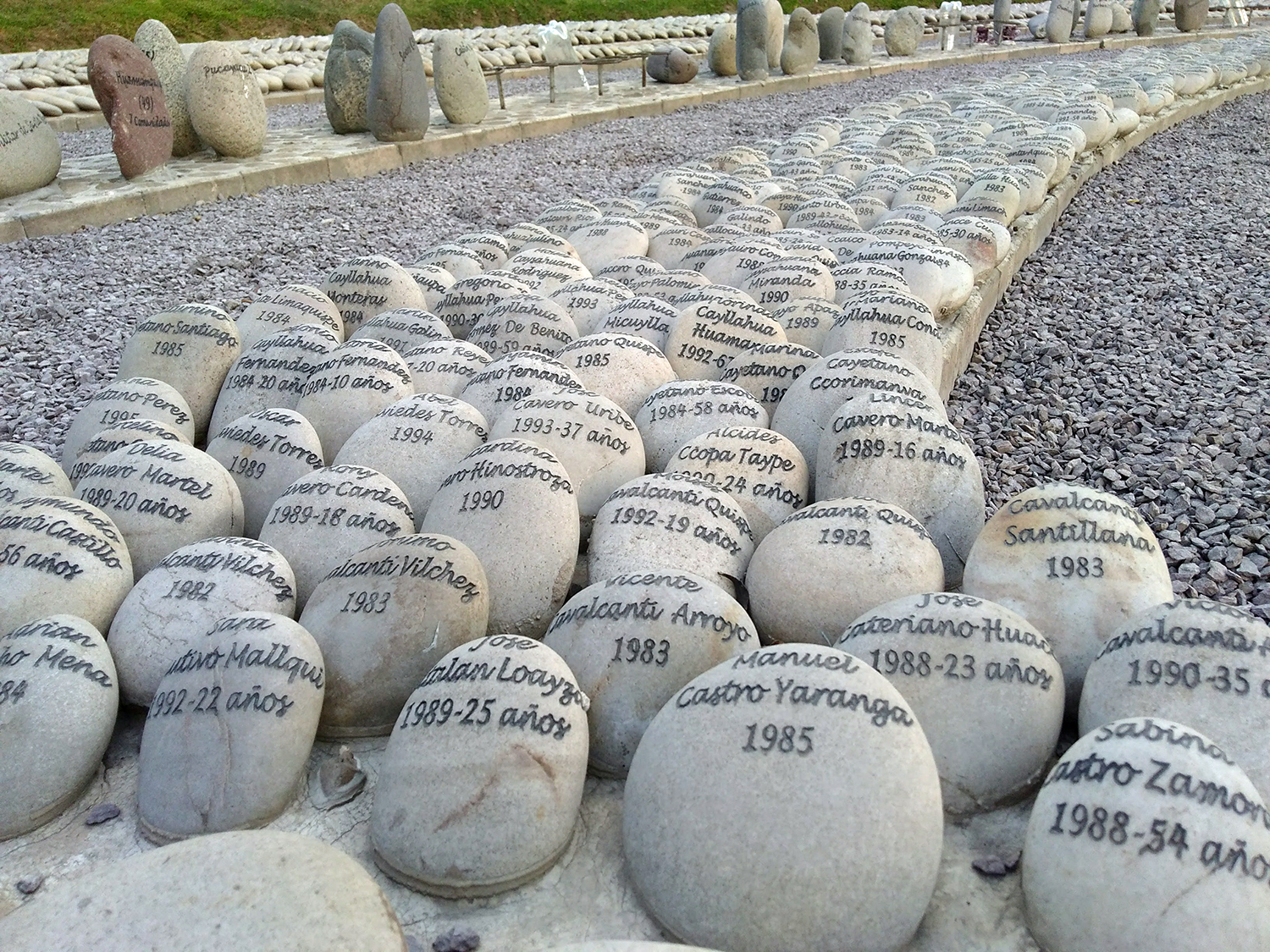
detail van El ojo que Llora

- Gemeinsame Normdatei: 119271680
- International Standard Name Identifier: 0000 0000 8105 0827
- Library of Congress Control Number: n89612988
- Nederlandse Thesaurus van Auteursnamen: 395980577
- RKD-Nederlands Instituut voor Kunstgeschiedenis: 58622
- Système universitaire de documentation: 252627199
- Trove: 1181559
- Union List of Artist Names: 500097444
- Virtual International Authority File: 26205539
- WorldCat: E39PBJwHfwCGgvV76PjbwcpF8C